# Prima Categoria 1906
El Campeonato Italiano de Fútbol 1906 fue la novena edición del campeonato de fútbol de más alto nivel en Italia. Milan ganó su segundo scudetto.

## Eliminatorias

### Piamonte
Juventus fue el único equipo registrado.

### Liguria
Jugados el 7 y 14 de enero
| Equipo 1 | Agr. | Equipo 2     | Ida | Vuelta |
| -------- | ---- | ------------ | --- | ------ |
| Genoa    | 4-1  | Andrea Doria | 3-1 | 1-0    |

### Lombardía
Jugados el 7 y 14 de enero
| Equipo 1 | Agr. | Equipo 2      | Ida | Vuelta |
| -------- | ---- | ------------- | --- | ------ |
| Milan    | 6-4  | U.S. Milanese | 4-3 | 2-1    |

## Ronda final
| Pos | Equipo   | PJ | PG | PE | PP | Pts | GF | GC | Dif | Comentarios               |
| --- | -------- | -- | -- | -- | -- | --- | -- | -- | --- | ------------------------- |
| 1   | Milan    | 4  | 2  | 1  | 1  | 5   | 7  | 4  | +3  | Desempate por el scudetto |
| 1   | Juventus | 4  | 2  | 1  | 1  | 5   | 5  | 3  | +2  | Desempate por el scudetto |
| 3   | Genoa    | 4  | 0  | 2  | 2  | 2   | 3  | 8  | -5  |                           |

### Desempate por el scudetto
| Equipo 1 | Resultado | Equipo 2 |
| -------- | --------- | -------- |
| Juventus | 0-0       | Milan    |

Repetición
| Equipo 1 | Resultado | Equipo 2 |
| -------- | --------- | -------- |
| Milan    | 2-0       | Juventus |

Milan fue declarado campeón.
|           |
| Campeón   |
| Milan     |
| 2º título |

### Equipo campeón
Alineación del Milan
- Attilio Trerè II
- Herbert Kilpin
- Andrea Meschia
- Alfred Bosshard
- Oscar Joseph Giger
- Hans Mayer Heuberger
- Guido Pedroni I
- Giuseppe Rizzii
- Guerriero Colombo
- Attilio Colombo
- Alessandro Trerè I

Otros futbolistas utilizados:
- François Menno Knoote
- Guido Moda I
- Umberto Malvano
- Antonio Sala